# Велоспорт на літніх Олімпійських іграх 1968
У змаганнях з велоспорту на літніх Олімпійських іграх 1968 у Мехіко розіграно 7 комплектів нагород (лише серед чоловіків) у двох видах: шосейний велоспорт і велоспорт на треку.

## Медальний залік

### Шосейні гонки
| Дисципліни               | Золото                                                                | Срібло                                                                         | Бронза                                                                               |
| ------------------------ | --------------------------------------------------------------------- | ------------------------------------------------------------------------------ | ------------------------------------------------------------------------------------ |
| Групова шосейна гонка    | П'єрфранко В'янеллі · Італія                                          | Лейф Мортенсен · Данія                                                         | Єста Петтерссон · Швеція                                                             |
| Роздільна командна гонка | Нідерланди (NED) Йоп Зутемелк Федор ден Гертоґ Ян Крекелс Рене Пейнен | Швеція (SWE) Стуре Петтерссон Томас Петтерссон Ерік Петтерссон Єста Петтерссон | Італія (ITA) П'єрфранко В'янеллі Джованні Брамуччі Вітторіо Марчеллі Мауро Сімонетті |

### Велоперегони на треку
| Дисципліни                         | Золото                                                            | Срібло                                                         | Бронза                                                                         |
| ---------------------------------- | ----------------------------------------------------------------- | -------------------------------------------------------------- | ------------------------------------------------------------------------------ |
| Індивідуальна гонка переслідування | Даніель Ребільяр · Франція                                        | Моґенс Єнсен · Данія                                           | Ксавер Курманн · Швейцарія                                                     |
| Командна гонка переслідування      | Данія (DEN) Пер Єрґенсен Рено Ольсен Ґуннар Асмуссен Моґенс Єнсен | ФРН (FRG) Карл Лінк Удо Гемпель Карлгайнц Генріхс Юрґен Кіснер | Італія (ITA) Луїджі Ронкалья Лоренцо Босісіо Чипріано Кемелло Джорджо Морбіато |
| Спринт                             | Даніель Морелон · Франція                                         | Джордано Турріні · Італія                                      | П'єр Трантен · Франція                                                         |
| Тандем                             | Даніель Морелон і П'єр Трантен (FRA)                              | Лейн Лувесейн і Ян Янсен (NED)                                 | Даніель Ґоен і Робер ван Ланкер (BEL)                                          |
| гіт                                | П'єр Трантен · Франція                                            | Нільс Фредборґ · Данія                                         | Януш Кешковський · Польща                                                      |

## Країни, що взяли участь
Змагалися 329 велогонщиків з 52-х країн.
| - Аргентина (9) - Австралія (9) - Барбадос (4) - Бельгія (15) - Британський Гондурас (2) - Канада (6) - Тайвань (5) - Колумбія (10) - Конго-Кіншаса (5) - Коста-Рика (5) - Куба (6) - Чехословаччина (8) - Данія (13) |  | - НДР (10) - Еквадор (4) - Сальвадор (5) - Ефіопія (5) - Фінляндія (4) - Франція (14) - Велика Британія (14) - Гватемала (4) - Гвіана (1) - Угорщина (7) - Ірак (1) - Ірландія (3) - Італія (16) |  | - Японія (1) - Ліван (1) - Люксембург (1) - Мадагаскар (1) - Малайзія (2) - Мексика (12) - Нідерланди (10) - Нова Зеландія (5) - Норвегія (6) - Філіппіни (3) - Польща (10) - Пуерто-Рико (1) - Румунія (1) |  | - Сан-Марино (2) - Південна Корея (2) - СРСР (15) - Іспанія (7) - Швеція (6) - Швейцарія (4) - Тайланд (7) - Тринідад і Тобаго (7) - США (15) - Уругвай (5) - В'єтнам (2) - Західна Німеччина (14) - Югославія (4) |

## Таблиця медалей
| Місце               | Країна              | Золото | Срібло | Бронза | Загалом |
| ------------------- | ------------------- | ------ | ------ | ------ | ------- |
| 1                   | Франція (FRA)       | 4      | 0      | 1      | 5       |
| 2                   | Данія (DEN)         | 1      | 3      | 0      | 4       |
| 3                   | Італія (ITA)        | 1      | 1      | 2      | 4       |
| 4                   | Нідерланди (NED)    | 1      | 1      | 0      | 2       |
| 5                   | Швеція (SWE)        | 0      | 1      | 1      | 2       |
| 6                   | ФРН (FRG)           | 0      | 1      | 0      | 1       |
| 7                   | Бельгія (BEL)       | 0      | 0      | 1      | 1       |
| 7                   | Польща (POL)        | 0      | 0      | 1      | 1       |
| 7                   | Швейцарія (SUI)     | 0      | 0      | 1      | 1       |
| Загалом (9 збірних) | Загалом (9 збірних) | 7      | 7      | 7      | 21      |